# X-MEN:ファースト・ジェネレーション
『X-MEN:ファースト・ジェネレーション』（X-Men: First Class）は、マーベル・コミックのヒーローチーム「X-メン」をベースとした、2011年のアメリカ合衆国のスーパーヒーロー映画。監督はマシュー・ヴォーンが務め、ジェームズ・マカヴォイ、マイケル・ファスベンダー、ローズ・バーン、ジェニファー・ローレンス、ケヴィン・ベーコンらが出演する。「X-MEN」フランチャイズでは『ウルヴァリン:X-MEN ZERO』（2009年）に続く5作目で、新シリーズの1作目である。
公開時には、フランチャイズのリブートを意図しており、『ウルヴァリン:X-MEN ZERO』（2009年）の出来事と矛盾していた。しかし、後続の映画『X-MEN:フューチャー&パスト』（2014年）では、『ファースト・ジェネレーション』は『X-メン』（2000年）の前日譚として再構成されている。

## ストーリー
1944年。ナチス・ドイツ占領下のポーランドの強制収容所で科学者のシュミット博士は両親と引き離されたユダヤ人の少年、エリック・レーンシャーが鉄門を捻じ曲げるのを目撃する。シュミットはエリックの能力を引き出すために母親をわざと彼の目の前で殺害し、エリックは怒りと痛み、そして深い悲しみによってより強い能力に目覚めた。同じ頃、ニューヨーク州ウエストチェスター郡でとある裕福な家庭に育つ少年チャールズ・エグゼビアは、彼の暮らす屋敷に偶然忍び込んだ異質な青い肌と変身能力を持つ少女レイヴン・ダークホルムと遭遇する。チャールズは自分と同じ存在に出会えたことに喜び、彼女を家族として迎え入れた。
18年後の1962年。成人したエリックはシュミットに復讐する為元ナチスの人間を次々と襲撃し、シュミットの消息を追い続けていた。一方チャールズはイギリスでレイブンと共に暮らし、オックスフォード大学で突然変異・ミュータントに関する研究をしていた。その頃、ラスベガスではCIAエージェントのモイラ・マクダガートが米軍大佐のヘンドリーを追跡し、セバスチャン・ショウを中心とする異質な力を使う集団「ヘルファイア・クラブ」の暗躍を突き止める。モイラはミュータントの専門家に意見を求めるためイギリスへと渡り、チャールズに接触する。モイラの記憶を読んだチャールズは危険なミュータントの集団の存在を知り、彼女への協力を約束した。
チャールズたちはCIA本部に行き、ヘルファイア・クラブの持つ力の危険性を説明し協力を申し出るが、長官をはじめ幹部はそれを信じようとしない。仕方なくチャールズ達は彼らの目の前で自分の能力を発動させたが、その異質な能力を目の当たりにしても長官らはチャールズ達の協力を拒否しようとした。しかし、一人の黒服のCIA幹部が支援者として名乗りを挙げる。そしてチャールズはCIAの極秘研究施設「デヴィジョンX」に迎えられた。そこにはミュータントである事を隠している若い科学者ハンク・マッコイが所属していた。そして、チャールズがCIAと共にヘルファイア・クラブの逮捕のために彼らのクルーザーを追った夜、時を同じくしてショウと名を変えたシュミットの居場所を突き止めたエリックもクルーザーを襲撃し、ついに若き二人のミュータントが運命の出会いを果たす。
チャールズはショウの野望を食い止めるために、ハンクが作ったテレパシー増幅装置「セレブロ」（スペイン語で「脳」の意味）を使って各地のミュータントを探索し、仲間になるよう個別に説得を始める。彼とエリックは、ストリッパーのエンジェル・サルバドーレ、タクシードライバーのアーマンド・ムニョス（ダーウィン）、刑務所に収容されていたアレックス・サマーズ（ハヴォック）、そしてショーン・キャシディ（バンシー）の勧誘に成功した。しかしチャールズとエリックがソ連の将軍宅を訪れたエマを捕えている隙に、アザゼル、リップタイト、ショウの3名はディヴィジョンXを襲撃して若いミュータントたちをヘルファイア・クラブに勧誘する。エンジェルはヘルファイア・クラブへと寝返り、そしてダーウィンはショウに殺されてしまった。ショウ打倒の為、残ったミュータントたちはチャールズの自宅で能力をコントロールし使いこなすための特訓を開始する。またハンクは防護ユニフォームとステルス・ジェット機の開発を進めた。
一方モスクワでは、ショウが核ミサイルをキューバに運ぶようソ連の将軍を脅迫していた。やがてキューバ危機を迎えると、ジョン・F・ケネディ大統領はソ連の貨物船が核弾頭ミサイルをキューバに移すのを防ぐために封鎖網を敷いた。チャールズのテレパシーを防ぐヘルメットをかぶったショウは、ミサイルの移動を確実なものにするためにソ連の船隊に同伴する。彼の目的は第三次世界大戦を引き起こし、それをきっかけにミュータントが支配する世界を築くことだった。

## キャスト
チャールズ・エグゼビア / プロフェッサーX
演 - ジェームズ・マカヴォイ、日本語吹替 - 内田夕夜
X-メンのリーダーにして創設者。史上最高のテレパス。後のマグニートーとなるエリックとは唯一の親友関係にある。同時に、人類とミュータントの関係に対する意見は全く違う。本作で、後に彼が車椅子の姿になるきっかけとなる事件が起きる。
若年期のチャールズ
演 - ローレンス・ベルチャー、日本語吹替 - 冨澤風斗
エリック・レーンシャー / マグニートー
演 - マイケル・ファスベンダー、日本語吹替 - 三木眞一郎
後のブラザーフッド・オブ・ミュータンツのリーダーであり創設者。磁力で金属等を操るミュータント。家族を奪われながらもホロコーストを生き残った。ミュータントという同胞を知り、ミュータントを拒絶する人類などを憎悪しはじめる。当初は母親を殺したセバスチャンへの復讐を目的としていたが、次第に彼と同じ様な思想を持ち始める。
若年期のエリック
演 - ビル・ミルナー
クラウス・シュミット / セバスチャン・ショウ
演 - ケヴィン・ベーコン、日本語吹替 - 安原義人
ヘルファイア・クラブのリーダー。ミュータントのための世界を作るべく、米ソ両軍の背後で暗躍することでキューバ危機を引き起こす。あらゆるエネルギーを体内に吸収、蓄積することができ、さらには吸収したエネルギーをカウンター攻撃のように放出する能力を持つ。また、吸収したエネルギーにより年をとらない。テレパスとは相性が悪く、精神支配を防ぐためのヘルメットを着用している。ナチス党時代の名はシュミット。
モイラ・マクタガート
演 - ローズ・バーン、日本語吹替 - 桑島法子
CIAエージェントで、チャールズ・エグゼビアの恋人。バーンの前はロザムンド・パイクが演じる予定だった。
レイヴン・ダークホルム / ミスティーク
演 - ジェニファー・ローレンス、レベッカ・ローミン（カメオ出演）、日本語吹替 - 牛田裕子
変身能力をもつ。幼い頃にチャールズに保護され彼にずっと思いを寄せていたが、妹としてしか見てもらえずにいた。その後、CIAで出会ったハンクと惹かれ合うが、青い肌のありのままの自分を認めてもらいたいという想いが故に、ミュータントの外観を“正常”に戻すべきという彼の考えとの違いに悩み傷つく。やがてその想いを肯定するエリックへと心は移っていく。
若年期のレイヴン
演 - モーガン・リリー、日本語吹替 - 明野響香
エマ・フロスト / ホワイト・クイーン
演 - ジャニュアリー・ジョーンズ、日本語吹替 - 甲斐田裕子
ヘルファイア・クラブのメンバーで、ブロンドの美女。テレパシー能力と身体をダイヤモンド化する能力をもつ。また幻想を見せる能力も持つ。ダイヤモンド化している間はテレパスは通用せず、チャールズに苦戦を強いる。ジョーンズの前はアリス・イヴが演じる予定だった。
ハンク・マッコイ / ビースト
演 - ニコラス・ホルト、日本語吹替 - 浅沼晋太郎
獣の脚と明晰な頭脳をもつ若き天才科学者。CIAに所属しているが、初対面のチャールズに見抜かれるまでは脚のことは誰にも告げずにいた。ハヴォックの制御装置やブラックバードなどの開発を行う。ヒトと異なるミュータントの外観が差別を生むと考え、採取したミスティークの血清を元に外観を変化させる抗体を開発して自身を実験台に治療を施すが、意図に反して潜在能力が発現したと同時にミスティークの細胞が混じった事で青い毛の野獣と化してしまう。ブロードウェイ俳優のベンジャミン・ウォーカーがビースト役を割り当てられていたが、ブロードウェイ・ミュージカル『Bloody Bloody Andrew Jackson』に出演する為に降板した。
黒服の男
演 - オリヴァー・プラット、日本語吹替 - 石住昭彦
CIAエージェント。
アレックス・サマーズ / ハヴォック
演 - ルーカス・ティル、日本語吹替 - 鶴岡聡
身体から赤い破壊光線を放つ。
ショーン・キャシディ / バンシー
演 - ケイレブ・ランドリー・ジョーンズ、日本語吹替 - 西健亮
口から高振動波（ソニック・スクリーム）を発する。
アーマンド・ムニョス / ダーウィン
演 - エディ・ガテギ、日本語吹替 - 菊本平
その場の環境に応じ、“生き残るため”の最適な姿へと瞬時に身体を進化させる。
アザゼル
演 - ジェイソン・フレミング、日本語吹替 - 谷昌樹
ヘルファイア・クラブのメンバーで、テレポーター。真紅の肌に悪魔めいた外観をもつ。
エンジェル・サルバドーレ
演 - ゾーイ・クラヴィッツ 、日本語吹替 - 志田有彩
普段はタトゥーに擬態させている昆虫様の羽をもつ。口から強酸性の唾液を吐く。チャールズとエリックが接触するまでは、ナイトクラブで働いていた。
ヤーノシュ・クエステッド / リップタイド
演 - アレックス・ゴンザレス、日本語吹替 - 菊本平
ヘルファイア・クラブのメンバーで、手から竜巻を引き起こす能力をもつ。
ヘンドリー大佐
演 - グレン・モーシャワー、日本語吹替 - 長克巳
合衆国軍の軍人。ラスベガスのクラブでショウと密会する。
ウィリアム・ストライカー・シニア
演 - ドン・クリーチ、日本語吹替 - 佐々木敏
CIAエージェント。『X-MEN2』でチャールズを拘束しミュータントの殲滅を試み、『ウルヴァリン:X-MEN ZERO』でウルヴァリンにアダマンチウムを注入する、映画版の人間側での主な黒幕であるウィリアム・ストライカーの父親。
CIA長官
演 - マット・クレイヴン、日本語吹替 - 塾一久
合衆国軍大将
演 - ジェームズ・レマー、日本語吹替 - 辻親八
ソ連の将軍
演 - ラデ・シェルベッジア
ソ連軍艦長
演 - オレク・クルパ
スイス銀行支店長
演 - ジェームズ・フォークナー
アメリカ合衆国国務長官
演 - レイ・ワイズ、日本語吹替 - 坂本くんぺい
合衆国海軍司令官
演 - マイケル・アイアンサイド
ローガン / ウルヴァリン
演 - ヒュー・ジャックマン（カメオ出演）、日本語吹替 - 山路和弘
チャールズとエリックにX-メン入りを求められるが、断る。
他に、テイラー・ロートナーの出演が企画されていたが、実現しなかった。

## 製作

### 企画
『X-MEN:ファイナル ディシジョン』の公開前である2006年4月、脚本家のザック・ペンがスピンオフを監督する為に雇われていたことが明らかとなった。2007年、ペンは若いX-メンを描いたスピンオフのアイデアがあることを説明した。ペンはコミックシリーズ『X-メン: ファーストクラス』と考えを比較し、そしてジョッシュ・シュワルツが2008年5月には脚本を書いていた。シュワルツが『X-メン: ファーストクラス』を監督する可能性もあったが、しかし、フォックス側は2009年10月に『X-メン』と『X-MEN2』の監督のブライアン・シンガーに接近した。元々の考えでは『X-メン オリジンズ: マグニートー』が成功した場合に映画化許可が下りる予定だったが、結局シンガーはマグニートーのスピンオフの要素を加え、ジェイミー・モスによる新しいスクリプトに合併された。モスに加え、アシュリー・ミラーとザック・ステンツがリライトの為に雇われた。ミラーはシンガーが監督した2作品と比較した。2010年3月にシンガーはJack the Giant Killerの映画化作品である『ジャックと天空の巨人』の為に監督を降板し、製作者に留まることが決まった。2010年5月にマシュー・ヴォーンがシンガーの後任に決まった。同時にフォックスは2011年6月3日に公開すると発表し、リライトの為にジェーン・ゴールドマンが雇われた。ヴォーンは2009年の『スター・トレック』に倣い、新鮮で若いキャストを使った新シリーズを目指した。ミュータントたちが心理的世界で戦う際に部屋の中をスピンするシーンが脚本にあったが、2010年7月に『インセプション』が公開されるとそれは削除された。1960年代のX-メンの設定はジェームズ・ボンド映画の影響を受け、また、キャラクターは国際感を増している。

### 撮影
主要撮影は2010年8月31日にオックスフォードで始まり、オックスフォード大学でも行われた。撮影は後にパインウッド・スタジオに移り、10月にはジョージア州ジキル島などで行われ、さらにその後はノースカロライナ州、ルイジアナ州、ウェスト・ミシガンも検討された。プロデューサーがGoogle Earthで位置を見直した際、ジキル島付近の海がタイビー島より青く感じた為、ジキル島が選ばれた。また、ロシアで追加撮影が行われた。

## 主題歌

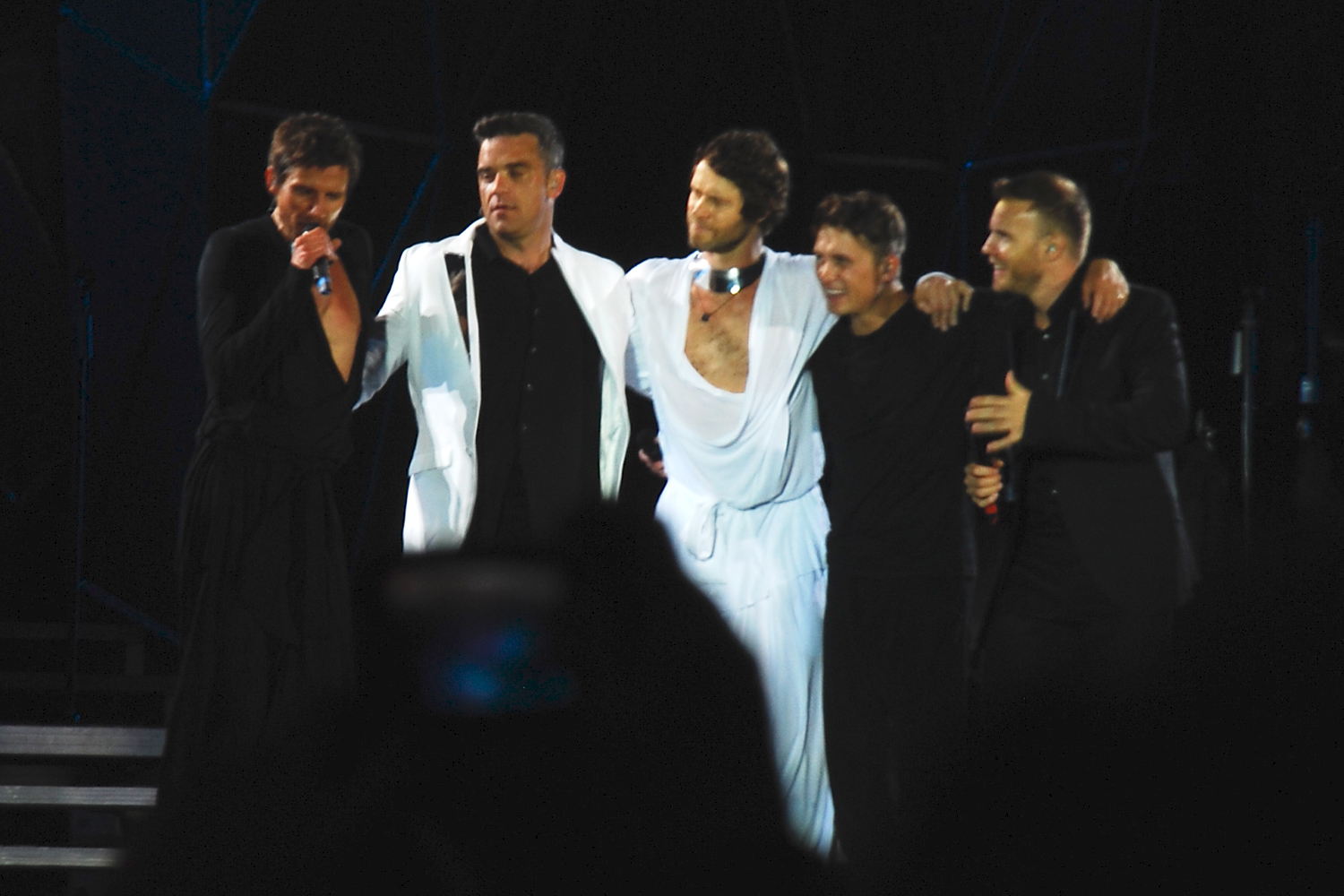
テイク・ザット

イギリスのポップグループ、テイク・ザットが本作のために「ラヴ・ラヴ」を書き下ろし提供し、エンドクレジットで使われている。2011年5月11日にデジタルダウンロード発売され、その後EP『プログレスド』に収録された。またミュージック・ビデオには映画の映像が使用されている。なおスコア盤に同曲は収録されていない。

## 評価

### 興行収入
北米では3641館で封切られ、公開初週末に5510万1604ドルを稼いだ。

### 批評家の反応
2011年6月19日時点で、Rotten Tomatoesでは219のレビュー中87%が支持して「フレッシュ」となっており、平均点は10点満点で7.4点を獲得した。また、Metacriticでは、37のレビューで100点満点中65点となっている。

## 続編
フォックス側は本作を新3部作の1作目とする構想である。プロデューサーであるドナーは、映画『ハリー・ポッター』シリーズより暗く、より熟したフランチャイズ計画を考えている。マシュー・ヴォーン監督は続編について、「『ファースト・ジェネレーション』は『バットマン ビギンズ』に近く、キャラクターを紹介し、それを知る楽しみがあるが、それには時間がかかる。しかし、2作目はすぐに入り込んで、めちゃくちゃ楽しい時間を過ごせる。それが『ビギンズ』と『ダークナイト』の間の主な違いだ。」と語った。またヴォーンは、続編で車椅子に乗ったエグゼビアの代わりにマグニートーと直接戦う新たなキャラクターがひとり登場するだろうと語った。